# Заљубљени Шекспир
Заљубљени Шекспир (енгл. Shakespeare in Love) је историјски љубавно-хумористички филм из 1998. године, који је режирао Џон Маден према сценарију који су написали Марк Норман и Том Стопард. Главне улоге у филму тумаче Гвинет Палтроу, Џозеф Фајнс, Џефри Раш, Колин Ферт, Бен Афлек, Џуди Денч, Том Вилкинсон, Имелда Стонтон и Руперт Еверет. Радња прати измишљену љубавну везу драмског писца Вилијама Шекспира (Фајнс) и Виоле де Лесепс (Палтроу), током које Шекспир пише Ромеа и Јулију. Неколико ликова је засновано на историјским личностима, а многи од ликова, реплика и заплета алудирају на Шекспирове драме.
Филм је наишао на позитивне реакције критичара и остварио је финансијски успех зарадивши преко 289 милиона долара широм света, по чему је девети филм са највећом зарадом 1998. године. Критичари су нарочито похвалили вешт заплет и балансирање комедије и драме, као и високи квалитет дијалога, глуме и сценографије. Филм је био номинован за тринаест Оскара, а освојио је седам: за најбољи филм, најбољу глумицу (Палтроу), најбољу споредну глумицу (Денч), најбољи оригинални сценарио, најбољу оригиналну музику, најбољу сценографију и најбољу костимографију. Такође је освојио три награде Златни глобус (укључујући ону за најбољи мјузикл или комедију), две награде Удружења филмских глумаца и четири награде БАФТА (укључујући ону за најбољи филм).

## Радња
У Лондону 1593. године, Вилијам Шекспир је драмски писац и повремени глумац који ради за Филипа Хенслоуа, власника Роуз театра. Борећи се са ауторском блокадом са новом комедијом Ромео и Етел, гусарска ћерка, Шекспир покушава да заведе Розалин, љубавницу Ричарда Бербеџа, власника ривалског театра, и да убеди Бербеџа да купи представу од Хенслоуа. Шекспир добија савет од ривалског драмског писца Кристофера Марлоуа, али је очајан када сазна да Розалин спава са Едмундом Тилнијем. Очајни Хенслоу, у дуговима према немилосрдном лихвару Фениману, свеједно започиње аудиције.
Виола де Лесепс, ћерка богатог трговца, која је гледала Шекспирове драме на двору, прерушава се у мушкарца и под именом Томас Кент наступа на аудицији. Кент привлачи Шекспирову пажњу говором из Два господина из Вероне, али бежи када Шекспир крене да га испитује. Он прати Кента до Виолине куће и оставља поруку њеној гувернанти, тражећи од Кента да започне пробе у театру.
Шекспир се ушуња на бал у овој кући, где Виолини родитељи договарају њену веридбу са лордом Весексом, аристократом коме је потребан новац. Плешући са Виолом, Шекспир остаје без речи. Суочен са Весексом, Шекспир се представља као Кристофер Марлоу. Весекс избацује „Марлоуа” и прети да ће га убити. Шекспир проналази Виолу на њеном балкону, где признају осећања једно другом пре него што га њена гувернанта открије и бежи.
Инспирисан Виолом, Шекспир брзо преправља представу у оно што ће постати Ромео и Јулија. Почињу пробе, са Томасом Кентом као Ромеом, водећим глумцем у трагедијама Недом Аленом у улози Меркуција, док Фениман, као љубитељ позоришта, добија мању улогу. Након што Шекспир открије Виолин прави идентитет, они започињу тајну аферу.
Виола је позвана на двор да добије одобрење за њен предложени брак са Весексом. Шекспир је прати, прерушен у рођаку њене гувернанте, и анонимно убеђује Весекса у јавности да се опклади са 50 фунти да представа може да прикаже праву природу љубави, износ који је Шекспиру потребан да купи удео у позоришту. Краљица Елизабета I изјављује да ће она пресудити о опклади.
Бербеџ сазнаје да је Шекспир завео Розалин и преварио га да плати за представу, и започиње кавгу у Роуз театру са својим друштвом. Глумци одбијају Бербеџа и његове људе, након чега прослављају у пабу, где пијани Хенслоу открива Виоли да је Шекспир ожењен, али раздвојен од своје жене. Стижу вести да је Марлоу убијен. Шекспир оптерећен кривицом претпоставља да је Весекс убио Марлоуа, верујући да је он Виолин љубавник, док Виола верује да је Шекспир био жртва. Шекспир се појављује у њеној цркви, ублажавајући Виолине страхове и застрашујући Весекса, који верује да је дух. Виола признаје своју љубав према Шекспиру, али и то да не може избећи своју дужност да се уда за Весекса.
Џон Вебстер, непријатан младић који се мота по позоришту, види Шекспира и Виолу који воде љубав и обавештава Тилнија, који затвара Роуз театар због кршења забране женама да глуме. Виолин идентитет је разоткривен, остављајући Шекспира без сцене и главне улоге, све док Бербеџ не понуди своје позориште и сломљени Шекспир не преузме улогу Ромеа. Након венчања, Виола сазнаје да ће представа бити изведена тог дана и бежи до позоришта. Она чује да дечак који игра Јулију не може да наступи, јер му се глас променио, и Хенслоу тражи од ње да га замени. Она игра Јулију крај Шекспировог Ромеа пред одушевљеном публиком.
Непосредно након завршетка представе, Тилни стиже да ухапси све због Виолине улоге, али краљица се открива пред присутнима и обуздава га, претварајући се да је Кент мушкарац који „изузетно личи” на жену. Немоћна да оконча законити брак, она наређује Виоли да отплови са Весексом у Вирџинију. Краљица такође каже Весексу, који је пратио Виолу до позоришта, да су Ромео и Јулија добили опкладу за Шекспира и даје Кенту да испоручи његових 50 фунти са упутствима да напише нешто „мало веселије следећи пут, за Дванаесту ноћ”.
Виола и Шекспир се опраштају, а он се заклиње да ће је овековечити, док замишља почетак Дванаесте ноћи, у лику жене прерушене у мушкарца која се насука након путовања у страну земљу.

## Улоге
| Глумац         | Улога                  |
| -------------- | ---------------------- |
| Џозеф Фајнс    | Вилијам Шекспир        |
| Гвинет Палтроу | Виола де Лесепс        |
| Џефри Раш      | Филип Хенслоу          |
| Колин Ферт     | лорд Весекс            |
| Бен Афлек      | Нед Ален               |
| Џуди Денч      | краљица Елизабета I    |
| Сајмон Калоу   | Едмунд Тилни           |
| Џим Картер     | Ралф Бешфорд           |
| Мартин Клунс   | Ричард Бербеџ          |
| Ентони Шер     | др Мот                 |
| Имелда Стонтон | гувернанта             |
| Том Вилкинсон  | Хју Фениман            |
| Руперт Еверет  | Кристофер „Кит” Марлоу |

## Награде
- Оскар за најбољи филм
- Оскар за најбољу главну глумицу — Гвинет Палтроу
- Оскар за најбољу споредну глумицу — Џуди Денч
- Оскар за најбољу сценографију — Мартин Чајлдс и Џил Куртијер
- Оскар за најбољи дизајн костима — Сенди Пауел
- Оскар за најбољу оригиналну музику — Стивен Ворбек
- Оскар за најбољи оригинални сценарио — Марк Норман и Том Стопард
- БАФТА за најбољи филм
- БАФТА за најбољег глумца у споредној улози — Џефри Раш
- БАФТА за најбољу глумицу у споредној улози — Џуди Денч
- БАФТА за најбољу монтажу — Дејвид Гамбл
- Златни глобус за најбољи играни филм (мјузикл или комедија)
- Златни глобус за најбољу главну глумицу у играном филму (мјузикл или комедија) — Гвинет Палтроу
- Златни глобус за најбољи сценарио - Марк Норман и Том Стопард
- Награда Удружења филмских глумаца за најбољу филмску поставу
- Награда Удружења филмских глумаца за најбољу глумицу у главној улози - Гвинет Палтроу